# Chiesa dell'Immacolata e dei Santi Fabiano e Sebastiano
La chiesa dell'Immacolata e dei Santi Fabiano e Sebastiano è la parrocchiale di Fiavé, in Trentino. Rientra nella zona pastorale delle Giudicarie dell'arcidiocesi di Trento e risale al XVI secolo.

## Storia

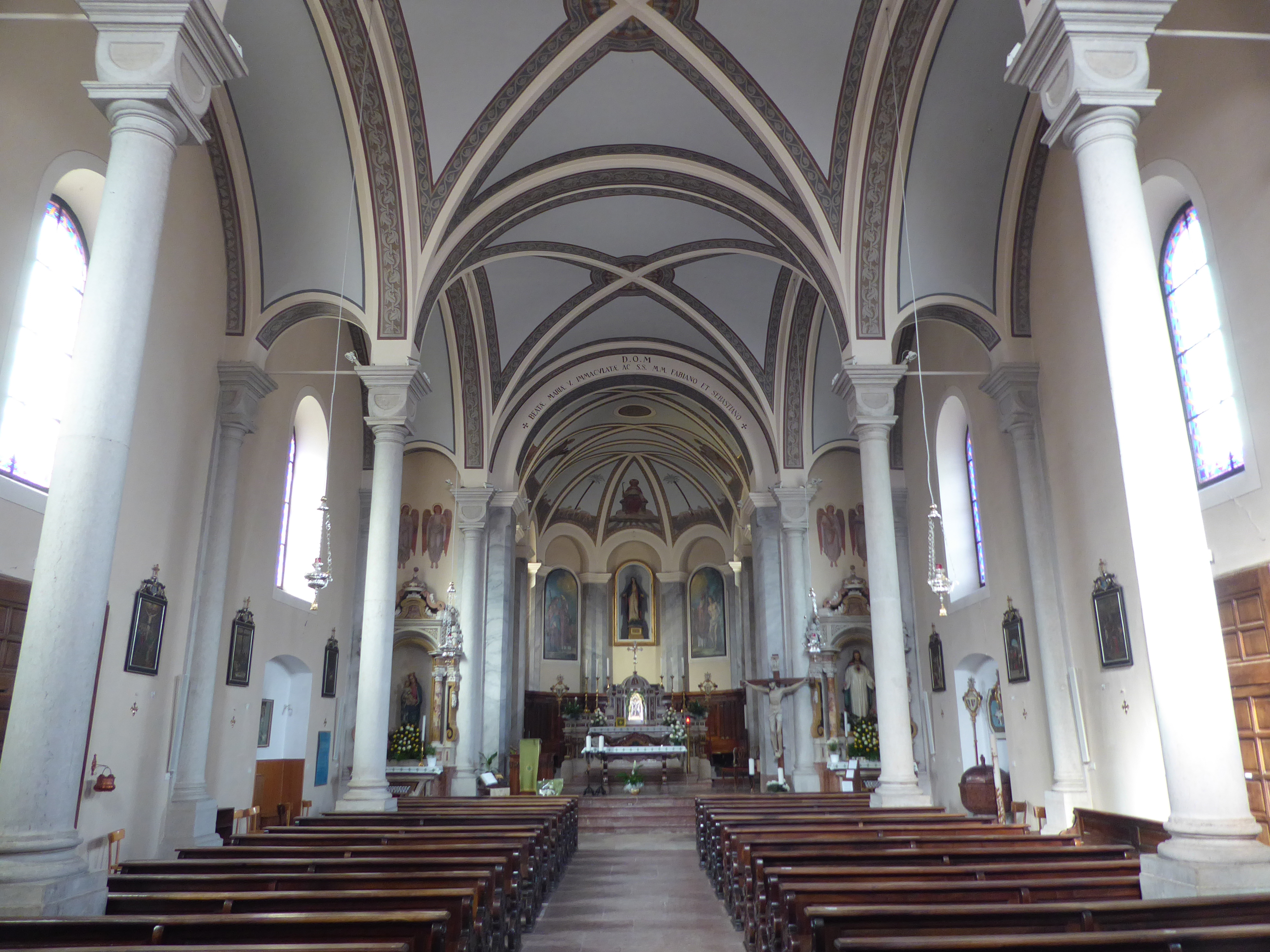
Interno

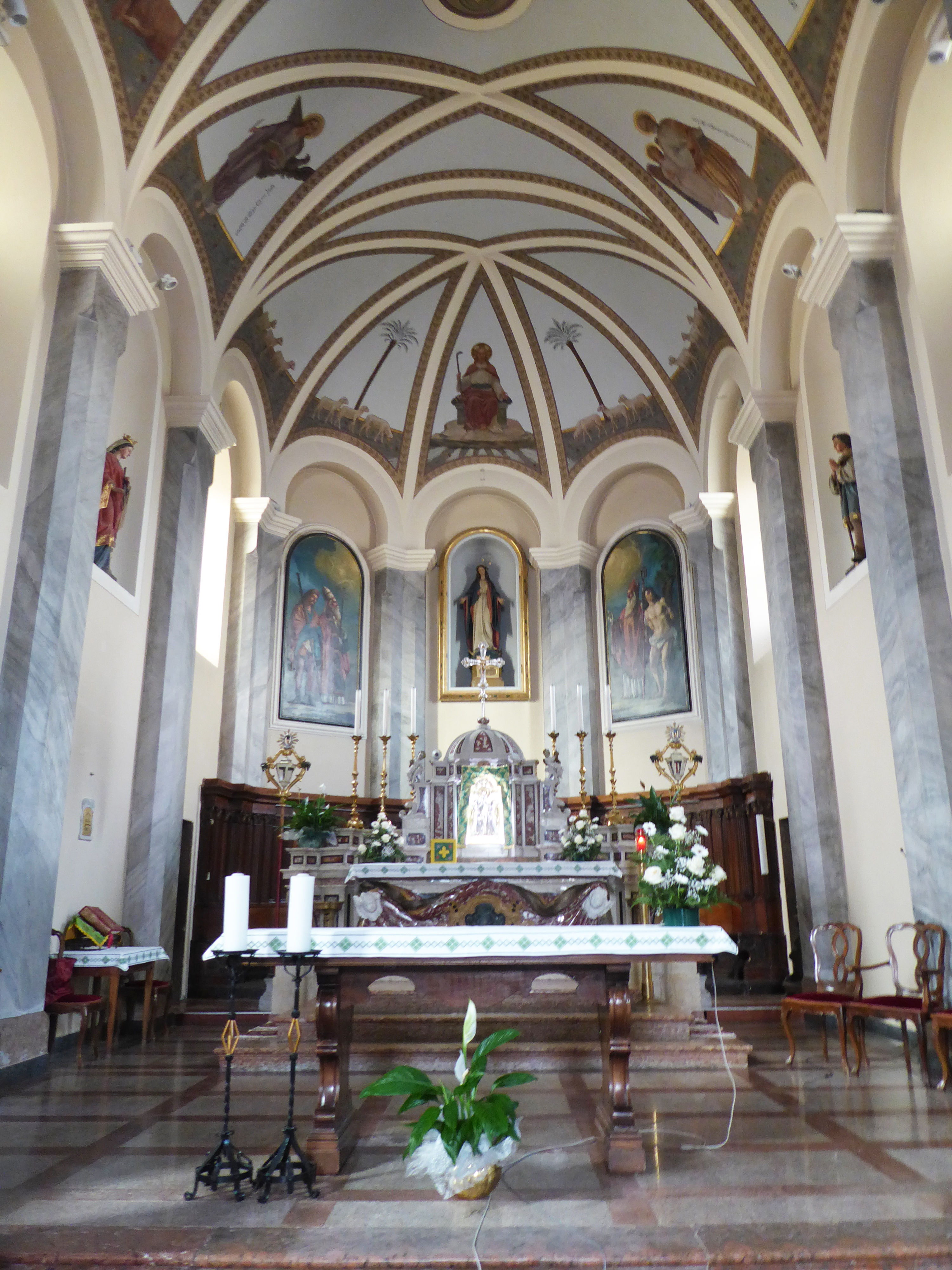
Presbiterio

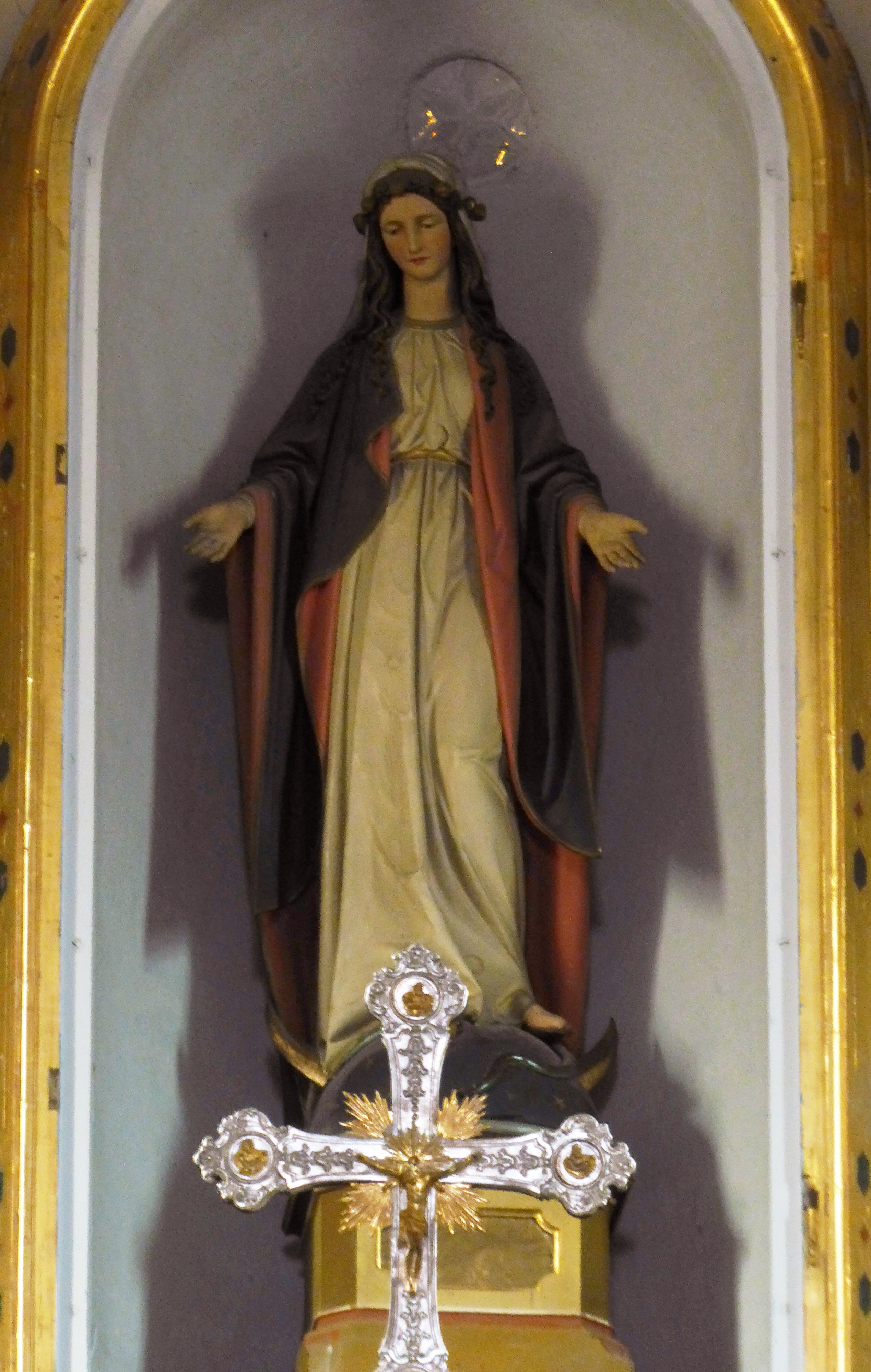
Statua raffigurante la Madonna Immacolata nella parete di fondo dell'abside.

Una prima piccola cappella con dedica a San Sebastiano viene citata a Fiavé già nel 1520. In una visita pastorale successiva, verso la fine del XVI secolo, vennero stabilite piccole modifiche e successivamente fu elevata a dignità curaziale.
Nei primi anni del XVII secolo ebbe la concessione del fonte battesimale e in seguito gli interni vennero tinteggiati. L'intero edificio poi venne ristrutturato ed ampliato, ottenendo anche la custodia eucaristica. Attorno alla metà del XIX secolo venne ristrutturata la torre campanaria ma un paio di decenni dopo venne deciso di demolire la vecchia struttura e di edificare una nuova chiesa, riutilizzando parte delle opere e dei materiali salvati e recuperati dal vecchio edificio.
Nel 1878 i lavori furono conclusi, la nuova chiesa fu benedetta e Giovanni Giacomo della Bona, vescovo di Trento, la consacrò con cerimonia solenne nel 1885. Venne elevata a dignità parrocchiale nel 1919 e subito dopo fu interessata da interventi sul tetto, negli interni (con nuove decorazioni e vetrate) e nel portale principale di accesso.
Durante il primo conflitto mondiale gli austriaci confiscarono le quattro campane più grandi che nel 1921 furono sostituite da altre fuse grazie ai risarcimenti di guerra dello Stato Italiano, a loro volta rifuse nel 1928 e nel 1968. A partire dalla seconda metà del XX secolo si procedette all'adeguamento liturgico e ad altri interventi sull'intera struttura. Il restauro più recente si è concluso nel 2009.

## Descrizione

### Esterni
La parrocchiale, che si trova nel centro dell'abitato di Fiavé, mostra orientamento verso ovest. La facciata è monumentale, caratterizzata dalla parte centrale con protiro lapideo che protegge il portale di accesso con arco a tutto sesto. Sopr, in asse, il grande rosone e in alto la torre campanaria che nasce dalla struttura si completa con la cella che si apre con finestre a trifora anteriormente e posteriormente e con finestre a monofora lateralmente.

### Interni
L'interno è suddiviso in tre navate separate da colonne alte e sottili. La navata centrale è di maggiore ampiezza ed altezza e si conclude con il presbiterio leggermente rialzato. Le decorazioni sono attribuire a Metodio Ottolini e risalgono al 1924.